# Тесера (Венеција)
Тесера је насеље у Италији у округу Венеција, региону Венето.
Према процени из 2011. у насељу је живело 1239 становника. Насеље се налази на надморској висини од -1 м.